# Esporozoït
Un esporozoït és l'etapa del cicle de vida d'un paràsit protozoari durant la qual pot infectar nous hostes. Els esporozoïts es formen per esporogonia, que és la divisió múltiple d'una espora o zigot. Per exemple, en el cas de la malaria (causada per Plasmodium), l'esporozoït és la fase a la qual el paràsit canvia d'hoste. Els esporozoïts es desenvolupen a les glàndules salivals del mosquit i el paràsit és transmès en aquesta forma als humans a través de la picadura de l'insecte. En les coccidiosis (provocades per patògens com Cryptosporidium parvum o Cyclospora cayetanensis), els esporozoïts es desenvolupen a partir dels oocists ingerits pel hoste. Durant l'etapa d'esporozoït invaeixen i s'introdueixen les cèl·lules epitelials de l'intestí. Els esporozoïts dels Apicomplexa es caracteritzen per tenir una membrana externa gruixuda i per la presència d'un complex apical a la part anterior.